# Sledgehammer (englische Band)
Sledgehammer war eine englische New-Wave-of-British-Heavy-Metal-Band aus Slough, die 1978 gegründet wurde und sich ca. 1988 auflöste.

## Geschichte
Die Band wurde im Frühjahr 1978 von dem ehemaligen Schullehrer Mike Cooke (E-Gitarre, Gesang), dem Bassisten Terry Pearce und dem Schlagzeuger Ken Revell gegründet. Ihren ersten Auftritt absolvierte Sledgehammer als Vorgruppe für Motörhead. Daran schlossen sich weitere Konzerte an, unter anderem im Marquee Club in London. 1979 ging es zusammen mit April Wine auf Tournee. Auch war die Band live mit Budgie aktiv. Daraufhin erschien im selben Jahr beim bandeigenen Label Slammer Records eine selbstbetitelte Single mit dem Song Feel Good als B-Seite. Am Tag der Aufnahmen der Single hatten die Unruhen in Southall stattgefunden. Schon bald traf die Single auf das Interesse von Valiant Records, worüber sie im folgenden Jahr wiederveröffentlicht wurde. Durch deren labelunterstützte Veröffentlichung konnte die Gruppe ihre Bekanntheit weiter steigern. Sie war daraufhin mit dem selbstbetitelten Lied der Single – jedoch einer Neueionspielung – auf dem 1980er Sampler Metal for Muthas zu hören. Kurz darauf im selben Jahr wurde das Lied Fantasia für den MCA-Sampler Brute Force verwendet. Im Anschluss waren Aufnahmen für ein Debütalbum mit dem Produzenten John McCoy geplant, jedoch konnten diese nicht stattfinden, da der Bassist Terry Pearce die Band verließ. Als Ersatz kam kurzfristig John Jay hinzu. Etwas später kehrte Pearce zur Besetzung zurück, ehe die Gruppe im August 1980 auf dem Reading Festival zu sehen war. Kurz darauf erschien, erneut beim bandeigenen Label, die selbstfinanzierte Single Living in Dreams mit der B-Seite Fantasia. Im selben Jahr wurden mit John McCoy als Produzenten noch weitere Songs aufgenommen. 1980 trat Sledgehammer mit verschiedenen anderen NWoBHM-Bands auf, darunter mehrere Male mit Def Leppard. In den folgenden Jahren war die Gruppe nur wenig aktiv und sie stand kurzzeitig aufgrund von Besetzungsproblemen vor dem Zerfall. 1982 war die Band erneut auf dem Reading Festival zu sehen. 1983 meldete sich die Band mit ihrem Debütalbum Blood on Their Hands bei Illuminated Records zurück, das unter der Leitung von Chris Tsangarides aufgenommen worden war. John Jay war inzwischen als Vollzeit-Mitglied zurückgekehrt, nun unter dem Namen John J. Hennessey. Das Album besteht aus größtenteils neuem Material und war aufgrund seines schlechten Vertriebs nur wenig erfolgreich. Der Tonträger wurde 1984 beim belgischen Metallabel Mausoleum Records, schlicht Sledgehammer betitelt, wiederveröffentlicht. Sie enthält eine EP als Bonus, auf der unter anderem versehentlich statt wie aufgelistet, nicht das selbstbetitelte Lied der Gruppe, sondern Wildfire von Quartz enthalten ist. Die Wiederveröffentlichung war recht erfolgreich auf dem europäischen Festland. Die Band, jetzt mit Gerry Sherwin als Bassisten, veröffentlichte daraufhin 1984 bei Illuminated Records die EP In the Queue, auf der neben dem titelgebenden Lied auch die Songs Oxford City und 1984 enthalten sind. Die EP setzte sich jedoch ebenfalls mäßig ab. Um weiter auf sich aufmerksam zu machen, nahm Sledgehammer ein Live-Video im Marquee Club auf. Die Videokassette erschien in der zweiten Hälfte des Jahres 1984. Jedoch litt die Veröffentlichung darunter, dass zu übertriebene Publikumsreaktionen mit hineingemischt wurden. Bis Mitte der 1980er Jahre hatte die Band ihre Studioaktivitäten fast komplett eingestellt. 1988 erschien die Single We Don't Like Porno Peat mit dem Song In the Middle of the Night auf der Rückseite bei Sambec Music. Mit der Single habe man versucht, Aufmerksamkeit zu erreichen und Geld einzunehmen, um gegen die Vergewaltigung von Frauen sowie Kindesmisshandlung vorgehen zu können. Nachdem kurz darauf die Single In the Middle of the Night mit Sledgehammer als B-Seite bei Slammer Records veröffentlicht worden war, kam es in der Folge zur Auflösung.

## Stil
Laut Malc Macmillan in The N.W.O.B.H.M. Encyclopedia war Sledgehammer eine der ersten Bands der NWoBHM, die die Aufmerksamkeit von Journalisten und Fans Ende der 1970er Jahre erreichen konnte. Dies habe vor allem damit zu tun gehabt, dass die erste Single dann veröffentlicht wurde, als Geoff Barton den Genrebegriff im Sounds-Magazin prägte. Die beiden Songs der Single würden bodenständigen Heavy Metal bieten, die jedoch nicht ganz die Aggression der Live-Auftritten einfangen könnten. Die Musik sei mit der von Overkill, Tora Tora und Nightime Flyer vergleichbar. Auf dem Debütalbum gebe sich die Gruppe abwechslungsreicher als auf den Veröffentlichungen zuvor. Die Songs von We Don't Like Porno Peat würden häusliche und physische Gewalt thematisieren. Colin Larkin gab in The Guinness Who’s Who of Heavy Metal Second Edition an, dass sich We Don't Like Porno Peat gegen Pornografie ausspricht. Manfred Kerschke bezeichnete die Musik in NWoBHM New Wave of British Heavy Metal The glory Days als Mischung aus traditionellem britischem Hard Rock, etwas Boogie, ein wenig Tango und südamerikanischer Tanzmusikformen. Eduardo Rivadavia von Allmusic stellte fest, dass Sledgehammer damals eine der ersten Bands war, die von dem plötzlichen Interesse an der NWoBHM profitiert habe. Auch wenn sie nicht so „heavy“ sei, wie es damals den Anschein gehabt habe, sei die Musik dennoch energiereich und roh.
Martin Popoff schrieb in The Collector’s Guide of Heavy Metal Volume 2: The Eighties über Blood on Their Hands, dass Sledgehammer nur eine NWoBHm-Band von vielen ist, die zwischen Brocas Helm, Saracen, Dumpy’s Rusty Nuts, Demon, Shiva, Ethel the Frog und Witchfynde eingeordnet werden könne. Die Gruppe scheine sich dabei nicht sicher zu sein, für welche Art von Metal sie sich entscheiden wolle. Dem Album wohne ein 1970er-Jahre-Charme inne ähnlich wie bei den Hawkwind der späten 1970er Jahre oder dem selbstbetitelten Album Armageddons.

## Diskografie
- 1979: Sledgehammer (Single, Slammer Records)
- 1980: Living in Dreams (Single, Slammer Records)
- 1983: Blood on Their Hands (Album, Illuminated Records)
- 1983: In the Queue (EP, Illuminated Records)
- 1988: We Don't Like Porno Peat (Single, Sambec Music)
- 1988: In the Middle of the Night (Single, Slammer Records)
- 2005: Live in London (DVD, Magada International)